# Bagà
Bagà è un comune spagnolo di 2 115 abitanti situato nella comunità autonoma della Catalogna.